# علم جمهورية لاتفيا الاشتراكية السوفيتية
علم جمهورية لاتفيا الاشتراكية السوفيتية يُظهر مطرقة ومنجلًا باللون الأصفر ونجمًا محاطًا بخط خارجي على خلفية حمراء، تعلو مياهًا متموجة في الأسفل، وقد تم اعتماد هذا العلم من قِبَل جمهورية لاتفيا الاشتراكية السوفيتية في 17 يناير 1953.

## التاريخ
رفعت أول دولة اشتراكية لاتفية -وهي جمهورية لاتفيا الاشتراكية السوفيتية- علمًا أحمر عليه نقش بالحروف اللاتينية "LSPR".
وقبل ذلك، منذ 25 أغسطس 1940، كان العلم أحمر اللون، ويتضمن المطرقة والمنجل الذهبيين في الزاوية العلوية اليسرى، تعلوهما الحروف اللاتينية "LPSR" (اختصارًا لـ Latvijas Padomju Sociālistiskā Republika) مكتوبة باللون الذهبي بخط ذي نهايات مزخرفة (serif).
تم الاستعاضة رسميًا عن العلم السوفيتي في 27 فبراير 1990، عندما أُعيد اعتماد العلم الوطني لجمهورية لاتفيا. ومنذ عام 2013، أصبح استخدام علم جمهورية لاتفيا الاشتراكية السوفيتية في الفعاليات العامة محظورًا.

## معرض الصور

علم جمهورية لاتفيا الاشتراكية السوفيتية (1918–1920)
علم جمهورية لاتفيا الاشتراكية السوفيتية (1940–1953)
نسخة مبكرة من علم جمهورية لاتفيا الاشتراكية السوفيتية (1953–1967)
علم جمهورية لاتفيا الاشتراكية السوفيتية (1953–1990)
علم جمهورية لاتفيا (1990–1991)